# Les Panneaux du Déluge
Les Panneaux du Déluge (ou Volets du Déluge, ou Le Déluge et l'Enfer) est le titre forgé d'une paire de panneaux en chêne, peints à l'huile sur chaque face au début du XVIe siècle, conservés au musée Boijmans Van Beuningen de Rotterdam et attribués à Jérôme Bosch et à l'atelier de celui-ci.

## Description
Les deux panneaux (70 x 39,2 cm et 70,5 x 37,4 cm) constituaient manifestement les volets d'un triptyque dont le panneau central, aujourd'hui perdu, devait mesurer près d'un mètre de large. Ils sont dans un mauvais état en raison de multiples pertes de matière picturale et de repeints. Le panneau de droite (Après le Jugement dernier) présente notamment un importante lacune verticale, qui a été comblée par une bande de bois. Lors de la restauration pratiquée en 1982-1985, la suppression des repeints et des restaurations anciennes, qualifiée d'approche « archéologique », a amoindri la lisibilité du revers des panneaux. 
De nombreuses retouches et repentirs recouvrent le dessin sous-jacent, ce dernier étant visible par réflectographie infrarouge voire à l’œil nu en raison de l'altération de la couche picturale en plusieurs endroits.

### Triptyque fermé

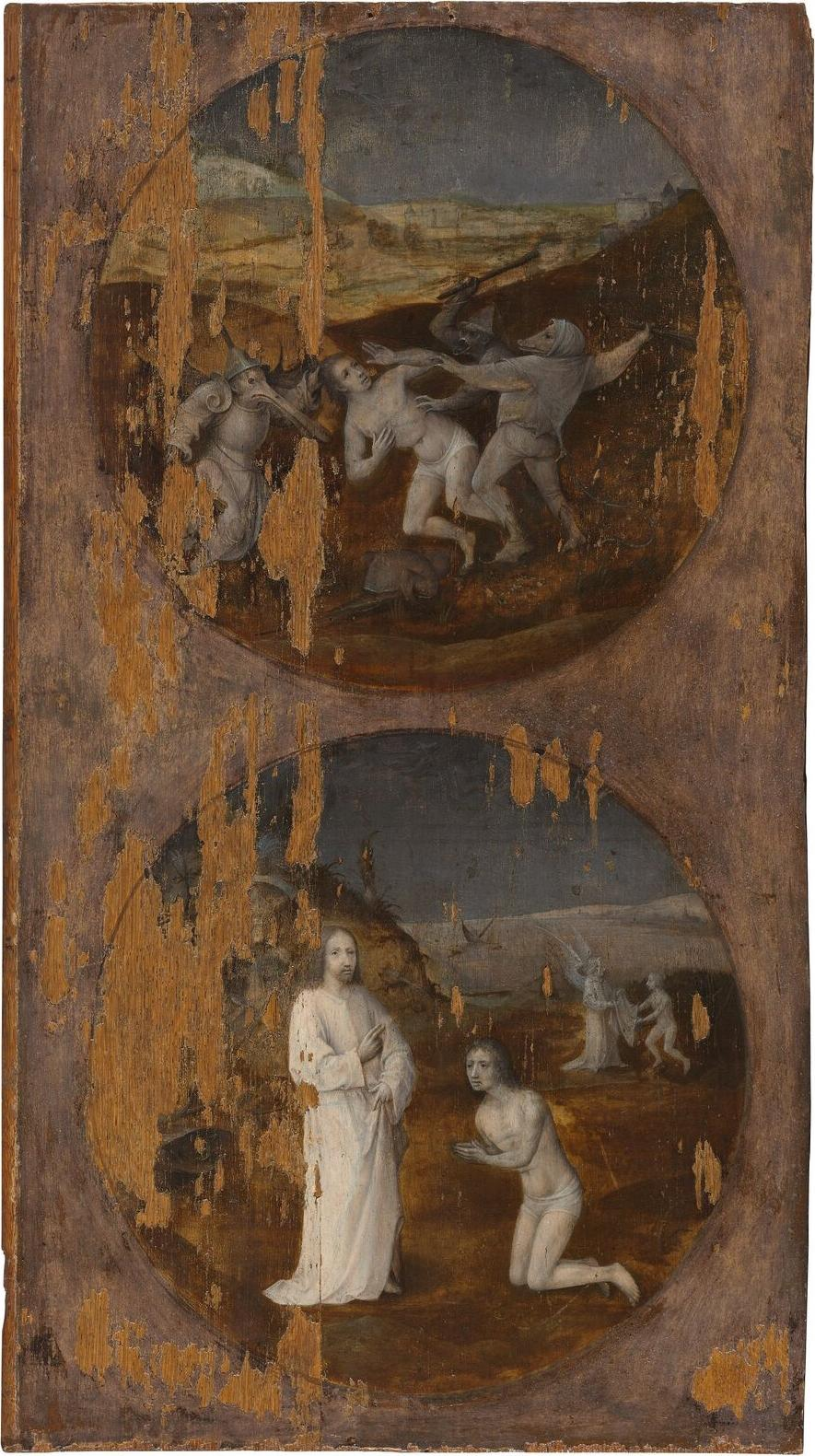
Deux tondi (revers du Déluge).

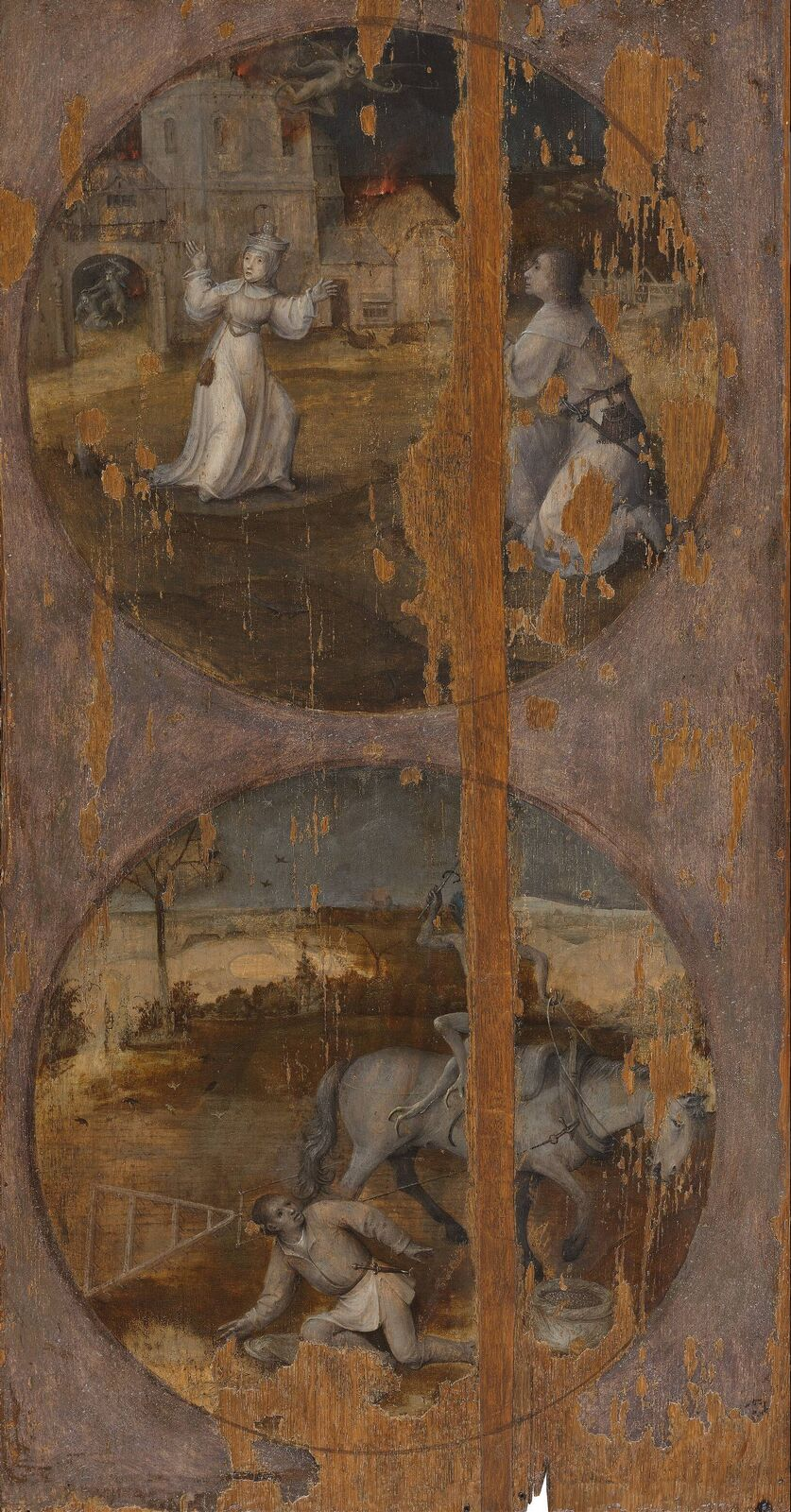
Deux tondi (revers du panneau Après le Jugement dernier).

Le revers des panneaux, peint en grisaille comme celui de plusieurs triptyques de Bosch, présente quatre médaillons ou tondi de 32,4 cm de diamètre. Sur trois d'entre eux, des personnages sont tourmentés par des démons, symboles du mal multiforme qui guette l'humanité, tandis qu'un quatrième médaillon laisse entrevoir la possibilité du Salut.
En haut à gauche, un homme presque nu est frappé par trois démons monstrueux. À ses pieds, on voit un petit monstre directement issu d'un dessin de Bosch conservé au Kupferstichkabinett Berlin.

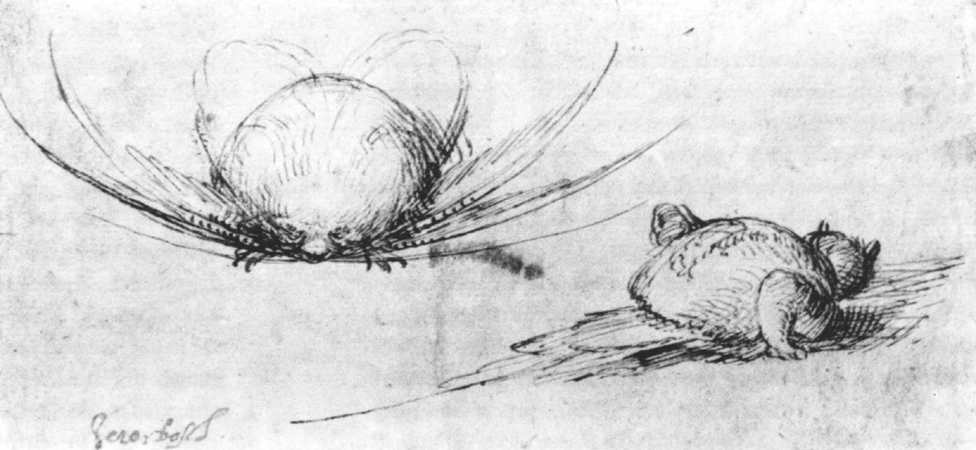
Deux monstres (Kupferstichkabinett Berlin).

En haut à droite, un homme riche (il a une grande aumônière à sa ceinture) prie, un genou à terre, devant un ensemble de bâtiments résidentiels et agricoles, peut-être sa propriété, dont les toits sont la proie des flammes. Une femme richement vêtue, probablement l'épouse du personnage, s'enfuit en levant les mains au ciel. Un démon surgit de la toiture détruite du plus haut bâtiment tandis qu'un autre bastonne un enfant dans l'ombre d'une porte cochère ou d'un grand portail visible à gauche. Deux porcs gisent sur le sol, de même que plusieurs des moutons de la pâture peinte en arrière-plan, à droite.
En bas à droite, un paysan qui était en train de herser un champ en vue des semis est jeté au bas de son cheval par un démon.
En bas à gauche, le dernier tondo présente une scène de naufrage à l'arrière-plan. Au premier plan, le naufragé, presque nu, prie à genoux devant le Christ, qui lui adresse un signe de bénédiction. Au second plan, un ange remet un vêtement à un autre naufragé. Walter Bosing a vu dans ce dernier détail une allusion au sort des âmes des martyrs lors du Jugement dernier, après l'ouverture du cinquième sceau : « Une robe blanche fut donnée à chacun d’eux »,.
Les quatre médaillons ont pu être interprétés comme une évocation des épreuves de Job, mais seule la scène de l'incendie se rapproche du récit biblique. Cette iconographie originale de l'histoire de Job serait donc plutôt issue de poèmes ou de mystères composés au milieu du XVe siècle.

### Triptyque ouvert
Plusieurs triptyques connus de Bosch, tels que le Jardin du délices, le Jugement dernier de Vienne ou le Chariot de foin, présentent un schéma semblable une fois ouverts, avec une scène de la Genèse à gauche et une scène apocalyptique à droite. En suivant ce schéma, il convient de placer la scène avec l'arche de Noé à gauche et celle avec les créatures infernales à droite. Le panneau central représentait peut-être le Jugement dernier.
Le rapprochement typologique entre le Déluge et la dévastation de la terre liée aux événements du Jour du jugement est inspiré par l’Évangile selon Luc (« Ce qui arriva du temps de Noé arrivera de même aux jours du Fils de l’homme ») et par le troisième chapitre du Deuxième épître de Pierre (« Ils veulent ignorer, en effet, que des cieux existèrent autrefois par la parole de Dieu, de même qu’une terre tirée de l’eau et formée au moyen de l’eau, et que par ces choses le monde d’alors périt, submergé par l’eau, tandis que, par la même parole, les cieux et la terre d’à présent sont gardés et réservés pour le feu, pour le jour du jugement et de la ruine des hommes impies »). Cette menace du châtiment divin poursuit ainsi le discours moralisateur et inquiétant développé au revers des panneaux.
Les tons gris-vert des faces intérieures des deux volets sont atypiques, la peinture en grisaille étant ordinairement réservée aux seules faces extérieures. Par contraste, le Jugement dernier du panneau médian était peut-être très coloré.

#### Après le Déluge

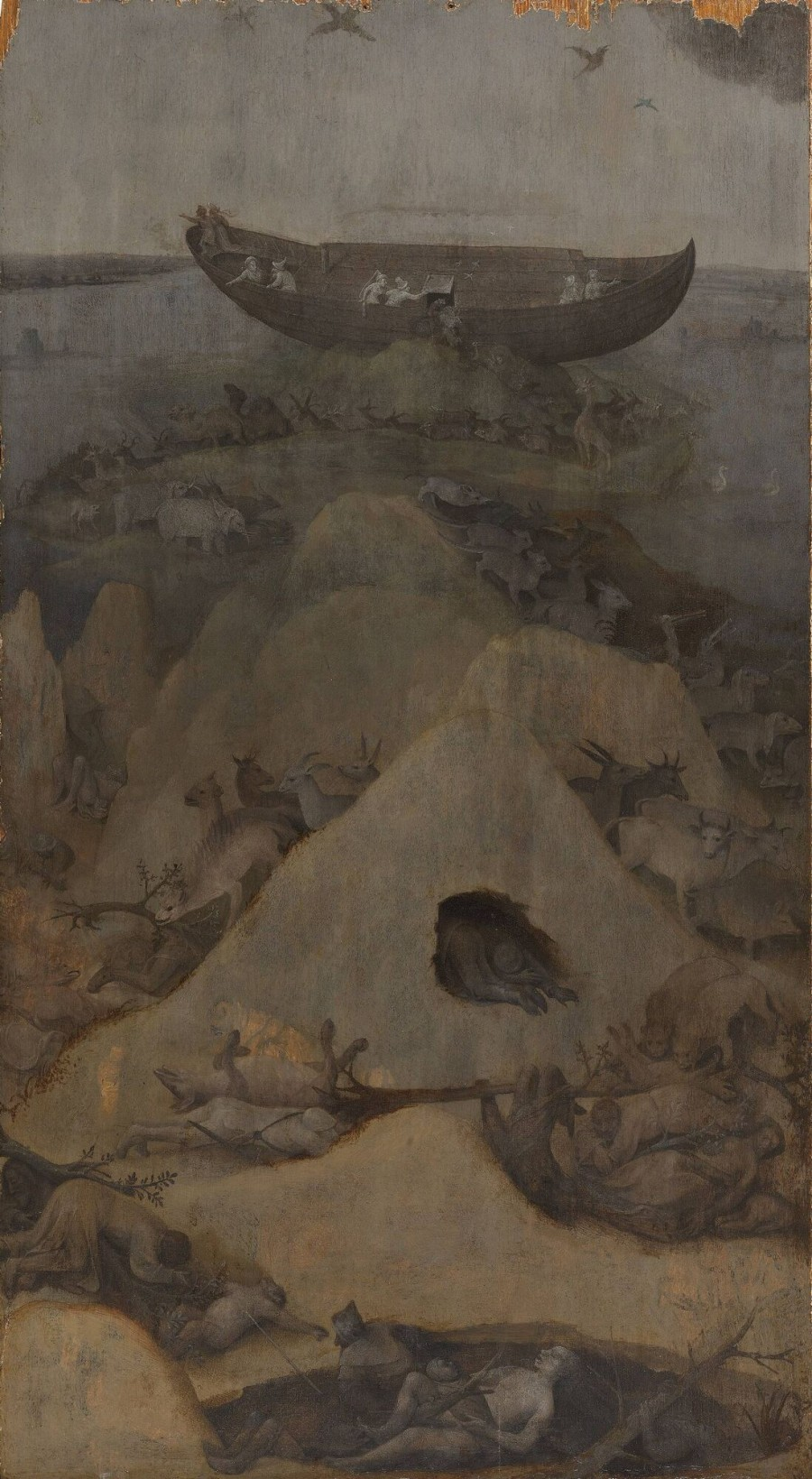
Après le Déluge.

En haut de ce panneau, on voit l'arche de Noé échouée au sommet des montagnes de l'Ararat. Le patriarche et sa famille libèrent les couples d'animaux qu'ils avaient embarqués : « Tous les animaux, tous les reptiles, tous les oiseaux, tout ce qui se meut sur la terre, selon leurs espèces, sortirent de l’arche ». En contrebas des montagnes, des corps d'humains et d'animaux et des arbres arrachés rappellent la violence du déluge qui vient de s'achever.
L'analyse du dessin sous-jacent a permis de voir que l'ébauche initiale représentait une scène antérieure du même récit, avec l'arche flottant sur les eaux diluviennes tandis que des personnages tentaient de surnager.
Parmi les animaux sortant de l'arche, une girafe et un éléphant sont représentés de la même manière que dans le volet gauche du Jardin des délices.

#### Après le Jugement dernier

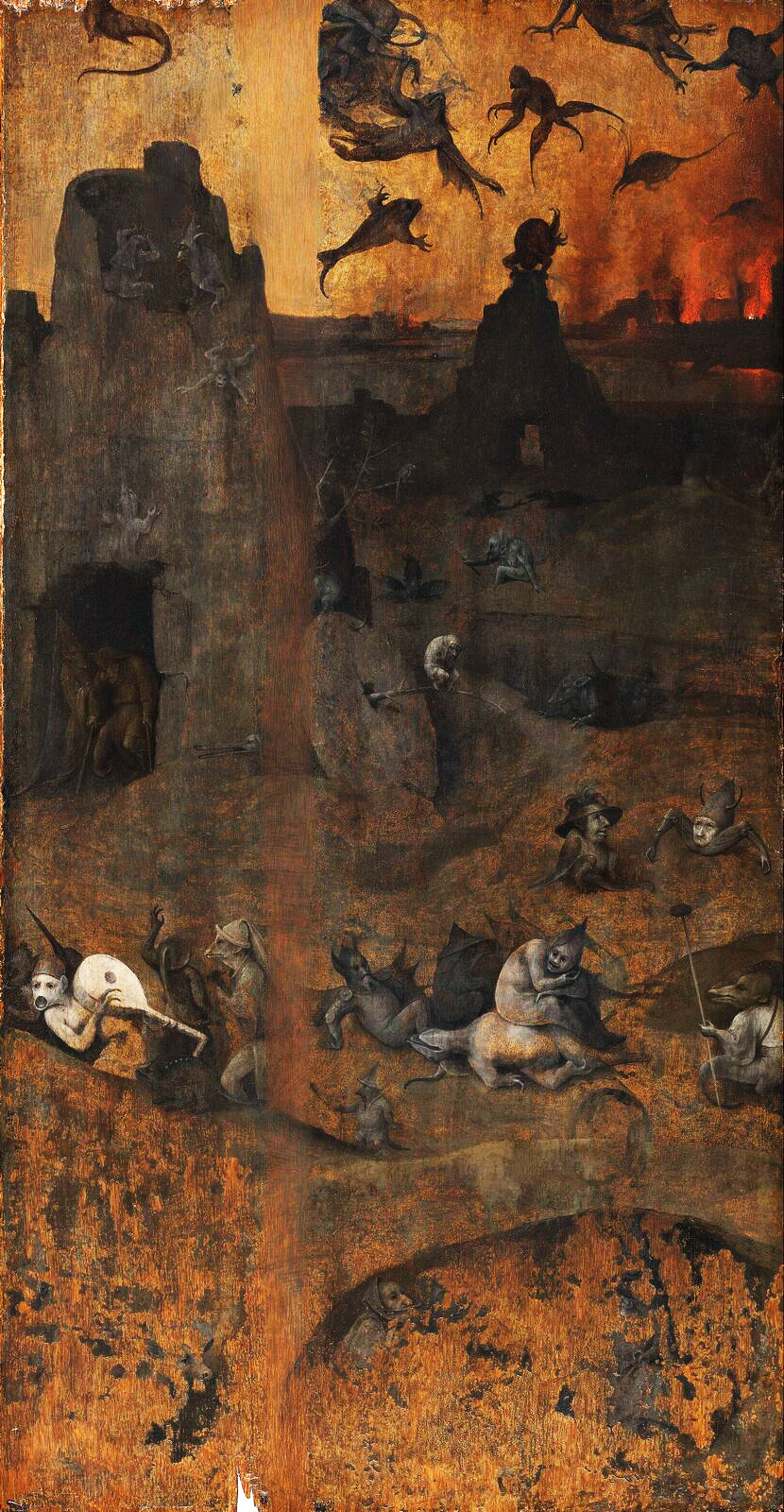
Après le Jugement dernier.

Le second panneau montre également un paysage désolé. À l'arrière-plan, une ville est ravagée par l'incendie. Des monstres grotesques et plus ou moins zoomorphes sont précipités sur terre, conséquence de la chute de ces diables après leur échec face à l'archange Michel. Si certains d'entre eux semblent avoir été blessés ou tués par leur chute, la plupart grouillent de manière anarchique dans ce paysage terrestre devenu infernal. L'un d'eux joue du luth. Le seul être humain visible est un vieillard appuyé sur des béquilles et retenu dans une grotte (au troisième plan, à gauche) par une tentatrice démoniaque.
L'examen du dessin sous-jacent révèle la présence initiale d'un figure diabolique chevauchant un tonneau bipède (vers le milieu du deuxième plan). Ce détail, esquissé mais finalement non peint, se retrouve dans un dessin de Bosch, le Paysage infernal (collection privée).

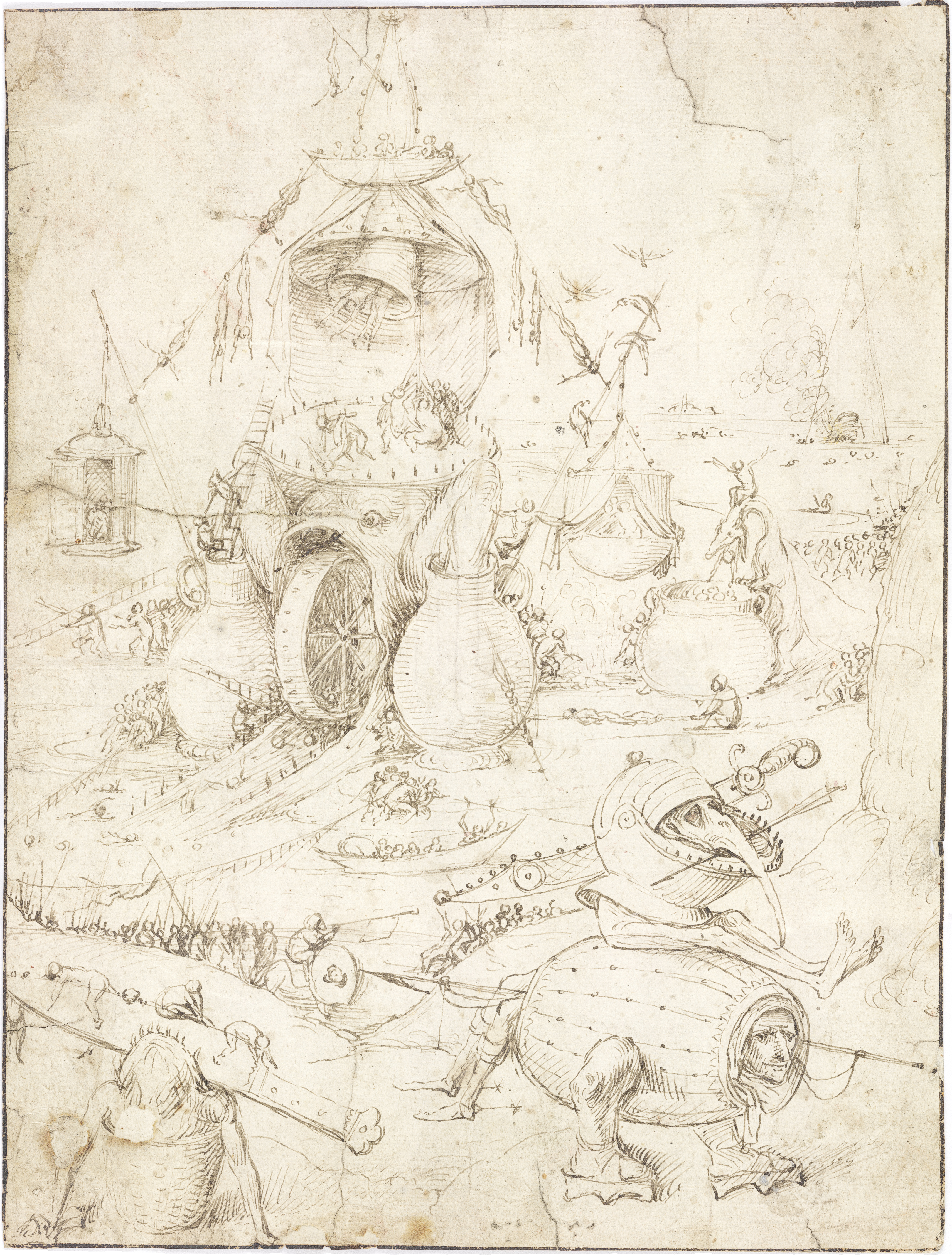
Paysage infernal (collection privée).

## Historique
L'analyse dendrochronolgique des deux panneaux indique qu'ils ont été peints après 1506 ou 1508, et vraisemblablement après 1510. Leur réalisation serait donc à placer peu d'années avant ou après la mort de Bosch (1516).
L'historique des deux panneaux n'est pas connue avant le XXe siècle. Cependant, une œuvre intitulée Sicut erat in diebus Noe (citation du passage de l’Évangile selon Luc mentionné plus haut) est signalée en 1595 dans la collection bruxelloise d'Ernest d'Autriche. Pourrait-il s'agir d'une allusion au triptyque auquel appartenaient les volets de Rotterdam ou plutôt, comme l'a proposé Ernst Gombrich, de la représentation de l'humanité avant le déluge que constituerait l'énigmatique panneau central du Jardin des délices ?
En 1927, Max Jakob Friedländer est le premier historien de l'art à publier les panneaux, qui se trouvent alors dans la collection madrilène du marquis de Chiloedes. Deux ans plus tard, ils appartiennent au marchand d'art amstellodamois Nicolaas Beets. En 1935, ils sont vendus à Franz W. Koenigs, de Haarlem, qui les prête au musée de Rotterdam. Cinq ans plus tard, ils sont acquis par l'homme d'affaires Daniël George van Beuningen, qui en fait don au musée en 1941.

## Attribution
Longtemps considérés comme autographes par plusieurs spécialistes, les panneaux de Rotterdam diffèrent par leur manière de la vingtaine d'œuvres de Jérôme Bosch dont l'authenticité ne fait pas débat. L'importance des repentirs par rapport au dessin sous-jacent démontre cependant que l’œuvre n'est ni une simple copie ni un pastiche réalisé par un suiveur.
Les experts du Bosch Research and Conservation Project (BRCP), qui ne voient la main de Bosch ni dans la surface peinte ni dans le dessin sous-jacent, considèrent que les nombreux emprunts à des tableaux ou dessins du maître (ainsi utilisés comme ricordi) reflètent des pratiques d'atelier. Ils rapprochent les deux panneaux du Triptyque de Job du Groeningemuseum, également réalisé dans l'atelier de Bois-le-Duc vers les années 1510-1520. Frédéric Elsig estime que la main du maître n'est pas étrangère aux faces intérieurs des volets tandis que les médaillons des revers, d'une écriture plus simple et rigide, auraient été exécutés par un collaborateur.